# Victoriafallen
Victoriafallen, Mosi-oa-Tunya (lozi för Den dundrande röken), är ett vattenfall beläget i Zambezifloden på gränsen mellan Zimbabwe och Zambia. Victoriafallen är ett av de största vattenfallen i världen. Det är ungefär 1,7 km brett och på den högsta punkten 105 meter högt. Under regnsäsongen strömmar det igenom ungefär 9 100 m³/s men under torkan bara 350 m³/s. Det bildas ett vattenmoln som ofta är runt 1,5 km högt och är synligt på hela fyra mils avstånd.
Victoriafallen upptogs 1989 på Unescos världsarvslista.

## Namn
David Livingstone, upptäckare och missionär från Skottland, tros vara den första europén som såg Victoriafallen den 16 november 1855 från vad som nu är känt som Livingstoneön. Livingstone döpte sin upptäckt till Drottning Victorias ära, men det befintliga namnet, Mosi-oa-Tunya “Röken som dundrar” fortsatte användas också. Den närliggande nationalparken i Zambia, till exempel, är döpt till Mosi-oa-Tunya, medan nationalparken och byn på Zimbabwesidan båda heter Victoria Falls. Världsarvslistan använder båda namnen.
År 2013 förklarade regeringen i Zimbabwe sin plan på att officiellt kalla fallen “Mosi-oa-Tunya”, följande kontinuiteten med att döpa om andra platser, som Harare (från Salisbury), och Zimbabwe (från Rhodesia).

## Storlek
Victoriafallen är varken det högsta eller bredaste vattenfallet i världen, det är dock störst, baserat på sin bredd på 1708 meter och höjd på 108 meter, vilket resulterar i världens största fallande vattenmassa. Victoriafallen är cirka dubbelt så högt som Niagarafallen och mer än dubbelt så brett som Hästskofallen. I bredd är Iguazúfallen det enda vattenfall som är större än Victoriafallen. Det genomsnittliga vattenflödet är större genom både Niagara- och Iguazufallen, men maximiflödet är bara något större genom Iguazufallen. Det finns många vattenfall som är högre än Victoriafallen, men de är alla avsevärt smalare; högst är Angelfallen.

## Miljö

### Nationalparker
De två nationalparkerna som ligger vid fallen är relativt små, Mosi-oa-Tunya nationalpark är 66 km² och Victoriafallens nationalpark är 23 km². På den senare parkens sydliga strand ligger Zambezi nationalpark, vilket sträcker sig 40 kilometer västerut längs med floden.
På Zambias sida finns det stängsel, och utkanterna av kolonistaden Livingstone brukar oftast begränsa de flesta djur till Mosi-oa-Tunya nationalpark. 2004 infördes en speciell grupp poliser, kallad turistpoliser. De ses oftast runt kända turistområden och känns igen på sina uniformer med gula reflekterande bröstlappar.

### Växtlighet
Mopaneskog och savann dominerar området, samt en del Miombo- och Rhodesian teakskog. Den mest anmärkningsvärda aspekten av områdets växtlighet är regnskogen som får näring av sprayen från vattenfallet. Regnskogen innehåller växter sällsynta för området, t.ex. mahogny, ebenholts och en del rankor och lianer.

### Djurlivet
Nationalparkerna innehåller ett rikt djurliv, elefant, afrikansk buffel, giraff, stäppzebra, och en mängd olika antiloper. Lejon och leopard kan ses ibland. Gröna markattor och babianer är vanliga i området. I floden ovanför fallen finns flodhäst och krokodil.
Klippspringare, honungsgrävling, klolös utter och många ödlor kan ses i ravinerna, men ravinerna är främst kända för 35 arter av rovfåglar, t.ex. taitafalk, svartörn, augurvråk och pilgrimsfalk häckar här. Ovanför fallen finns hägrar, skrikfiskörn och många olika arter sjöfåglar är vanliga.
Det finns total 128 fiskarter i floden, 39 nedanför fallen och 89 ovanför.